# Gaggia
Pour les articles homonymes, voir Gaggia (homonymie).
Gaggia est une entreprise italienne productrice de petits appareils électroménagers, servant en particulier à la préparation du café. 

## Histoire
L'entreprise fut fondée en 1947 à Robecco sul Naviglio (province de Milan) sous le nom de Gaggia S.p.A. par Giovanni Achille Gaggia (1895 - 1961), un cafetier milanais, qui en 1938 avait présenté un brevet pour un premier modèle de cafetière. En 1948, cette maison réalisa la première cafetière avec fonctionnement à levier. 
Au début les cafetières produites par Gaggia étaient exclusivement à usage professionnel, mais le grand succès qu’elles rencontrèrent les années suivantes, pendant lesquelles l'entreprise lombarde devint leader du secteur en Europe, la décida en 1977 à élargir la production aux cafetières pour l’emploi domestique. En 1989 l'entreprise, qui réalisait un chiffre d'affaires dépassant 56 milliards de lires, changea de propriétaire : en effet la famille Gaggia la céda à Gerhard Andlingler, un homme d'affaires austro-américain. En 1999 eut lieu un autre transfert de propriété, Gaggia en effet fut cédé à la Saeco, qui en prit 60 % du capital. 
En 2007, l'entreprise milanaise est en crise à cause d’une baisse des ventes, avec le risque de fermer l’établissement historique de Robecco et déplacer la production en Roumanie et à Gaggio Montano. Mais deux ans plus tard, Gaggia suit le sort de la Saeco qui la contrôle et qui est absorbée par la multinationale néerlandaise Philips. 
En 2008, Gaggia a commencé à collaborer avec la célèbre entreprise productrice de café Illy, pour laquelle elle a réalisé le modèle de cafetière Iperespresso.
En 2017, Philips a vendu la division Saeco Professional (également avec la marque Gaggia) à N&W Global Vending SpA, une société italienne basée à Bergame, leader dans les distributeurs automatiques de boissons et de collations, née en 2000 de l'intégration de Necta et Wittenberg et contrôlée par un fonds américain, Lone Star. La division des machines à café domestiques reste dans le groupe Philips. En novembre 2017, N&W change de nom pour Evoca Group.